# سي وورلد سان دييغو
سي وورلد سان دييغو SeaWorld San Diego هي حديقة حيوانات بحرية ترفيهية، في مدينة سان دييغو في كاليفورنيا في الولايات المتحدة الأمريكية، داخل حديقة خليج ميشن.
وهي عضو في جمعية حدائق الحيوانات البرية والبحرية. 

## التاريخ
أسست في 21 مارس 1964 على يد أربعة خريجين من جامعة كاليفورنيا في لوس أنجلس. وكان هدفهم الأساسي إنشاء مطعم تحت الماء. لكن الفكرة تطورت إلى أن تصبح حديقة حيوان مائية بمساحة 22 آكر على طول شاطئ خليج ميشن في سان دييغو.
وبعد استثمار حوال مليون ونصف دولار أمريكي، افتتحت الحديقة بطاقم عمل 45 موظفا، والعديد من الدلافين، وأسود البحر وحوضين للحيوانات البحرية، واستقبلت أكثر من أربعمائة ألف زائر في العام الأول من الافتتاح. 

## ملكية الشركة
طرحت الشركة أسهمها للعامة فأدى ذلك إلى التوسع وافتتاح حدائق إضافية. فافتتحت سي وورلد أوهايو عام 1970، سي وورلد أورلاندو في عام 1973، سي وورلد سان أنتونيو وهي أكبرهم عام 1988. وبيعت سي وورلد أوهايو لاحقاً إلى شركة سيكس فلاغز في يناير 2001.
خضعت الحدائق لملكية وإدارة هاركورت بريس يانوفيتش بين عامي 1976 و1989، حين بيعت لشركات أنهويزر بوش المحدودة. ثم بيعت إلى شركة إنبيف، وبيعت سي وورلد سان دييغو وباقي الحدائق الترفيهية إلى مجموعة بلاكستون في ديسمبر 2009، والتي تدير الحديقة من خلال قسم حدائق سي وورلد والترفية. 

## معرض صور

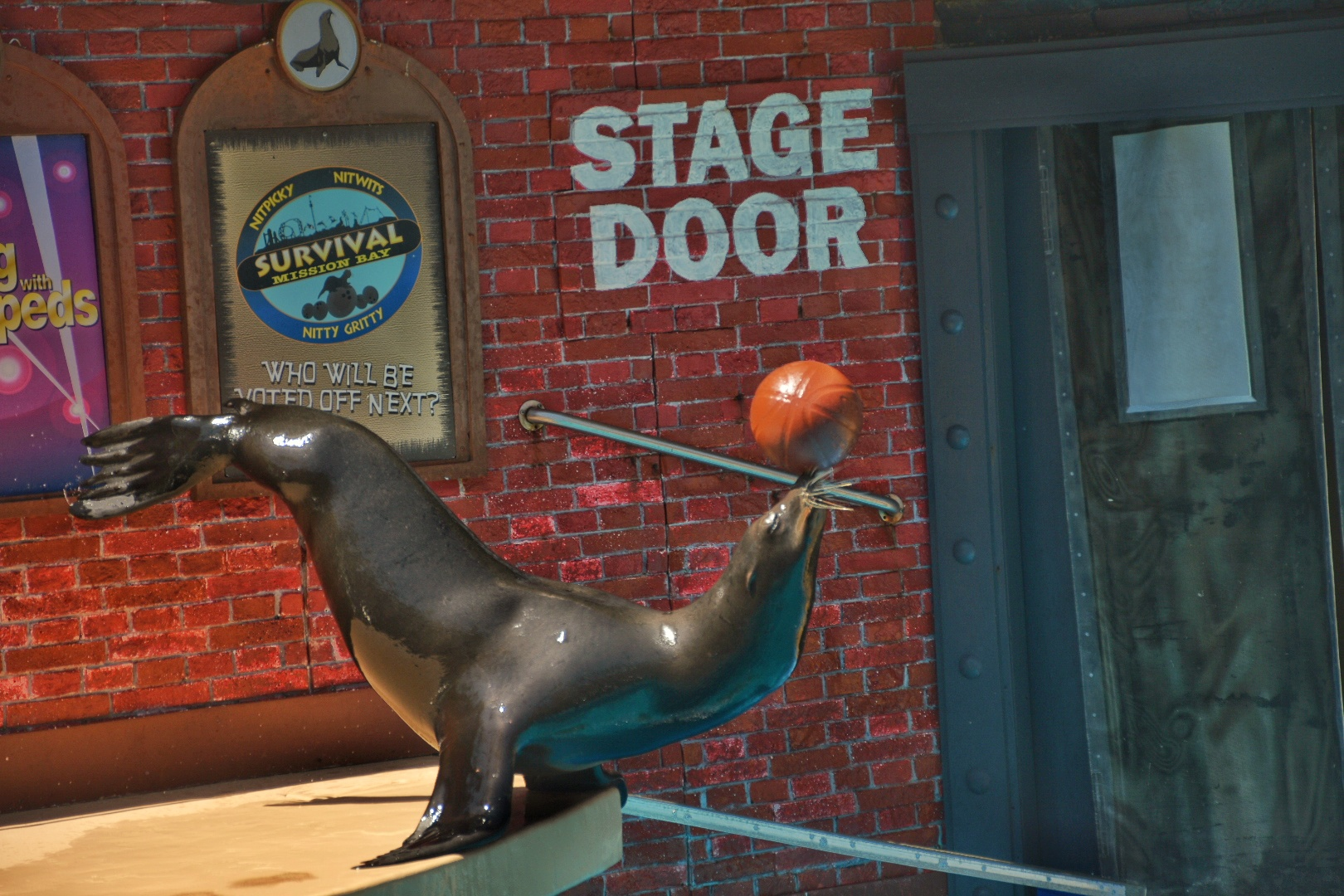
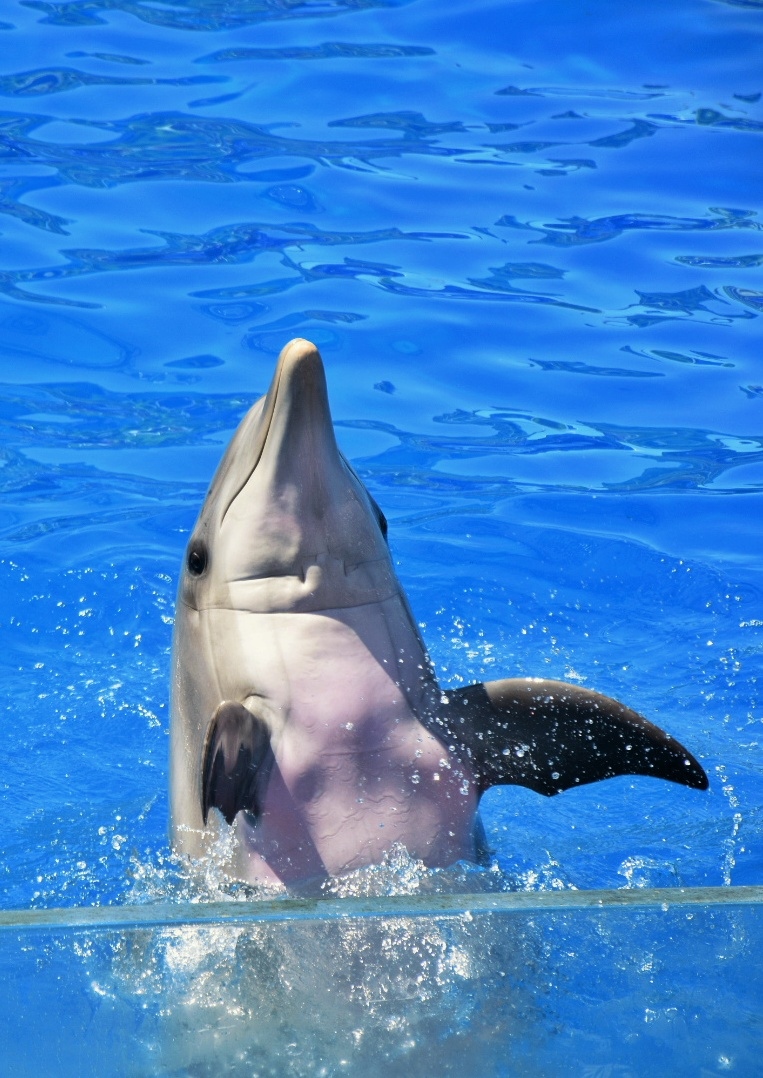
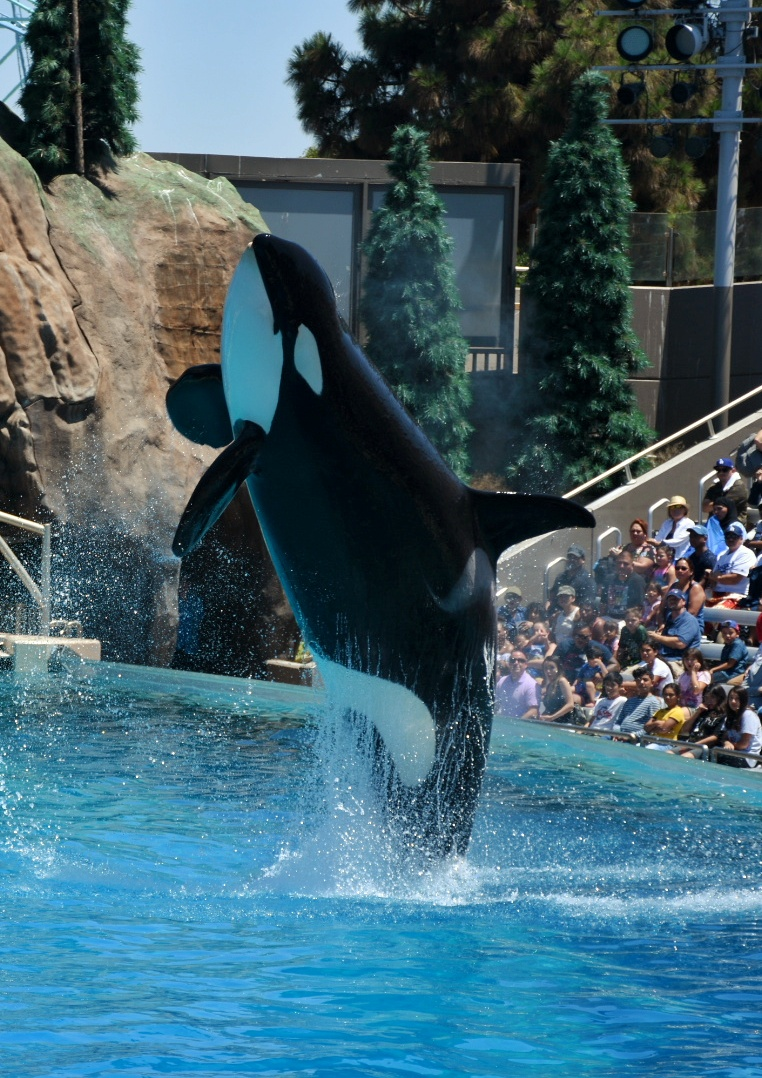
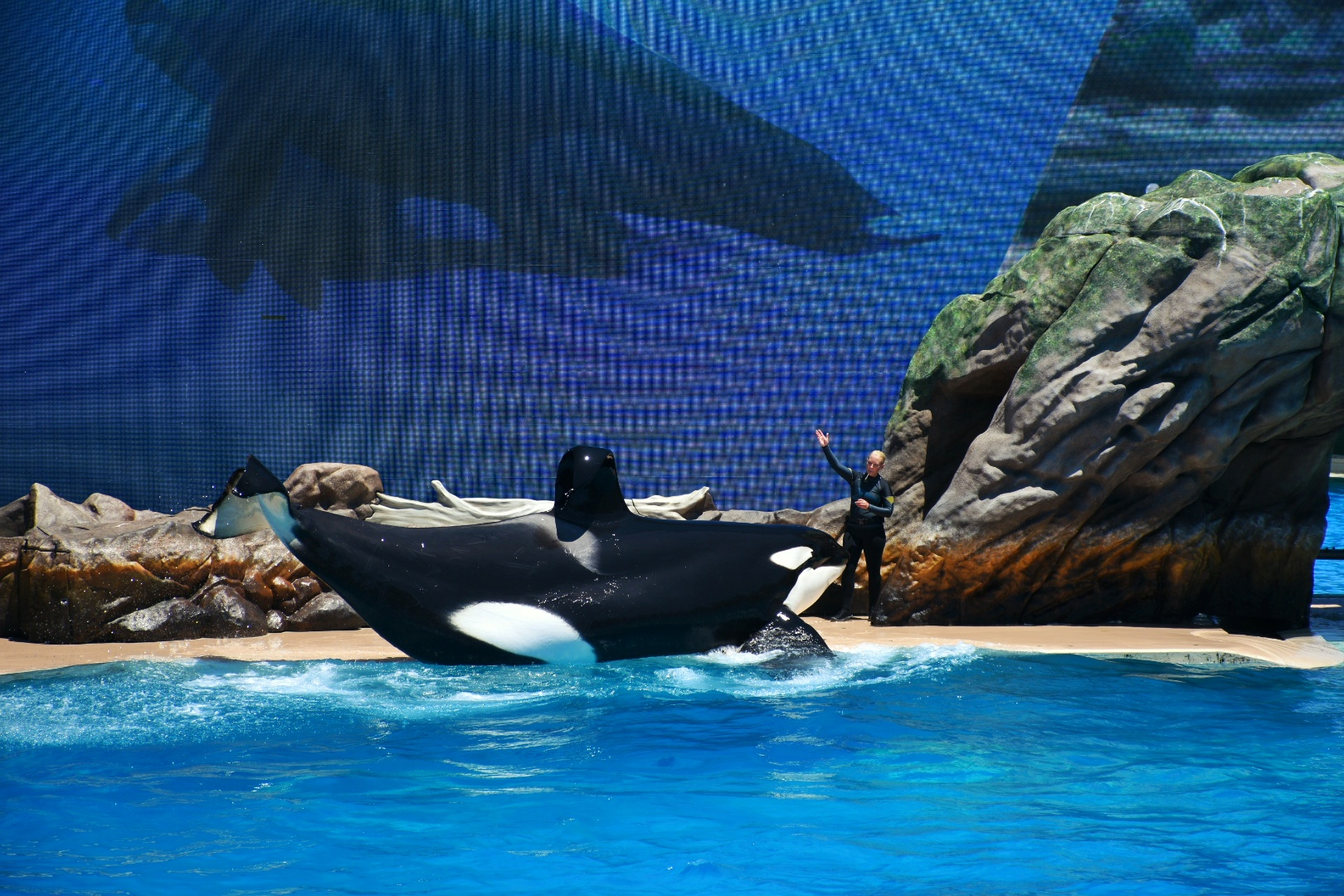
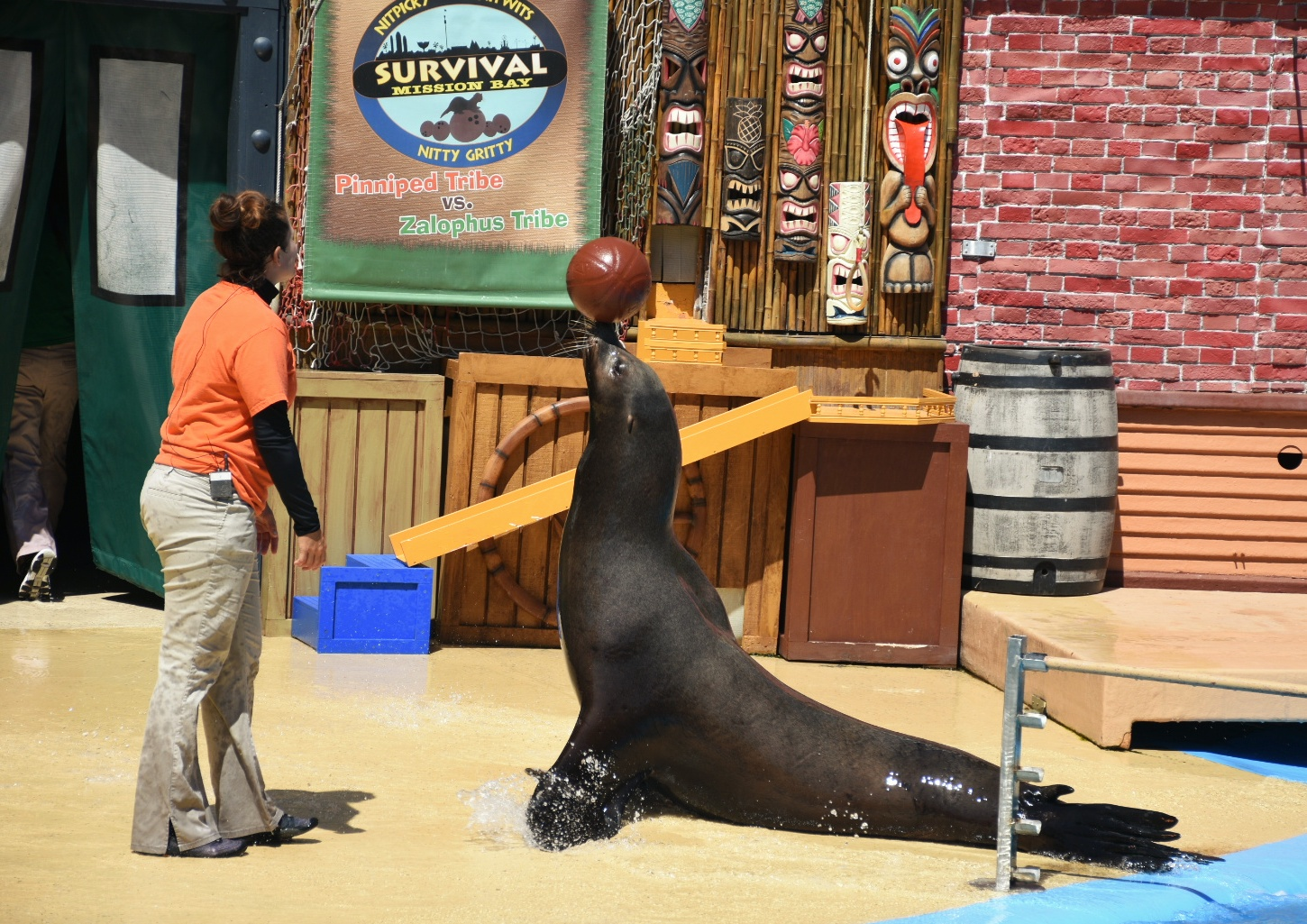